# Melles (rivière)
Pour les articles homonymes, voir Melles.
Le Melles est une petite rivière de Belgique qui est un affluent direct de l'Escaut. Deux ruisseaux prenant leur source l’un à Melles et l’autre dans le bois de Saint-Martin se joignent à Mourcourt, pour former le Melles, qui traverse alors Bizencourt et, passant au sud du Mont Saint-Aubert, se jette dans l’Escaut à Kain, au nord-ouest de la ville de Tournai. Le parcours de cette rivière du Tournaisis est d'une douzaine de kilomètres.